# Пирогов, Владимир Васильевич
Владимир Васильевич Пирогов (1918—2001) — советский лётчик разведывательной и минно-торпедной авиации ВМФ СССР во время Великой Отечественной войны,
Герой Советского Союза (22.02.1944). гвардии полковник (26.12.1951).

## Биография
Родился 24 сентября 1918 года в Москве в семье служащего. Окончил десять классов школы. В 1936 году призван на службу в Рабоче-крестьянский Красный Флот. В 1939 году окончил Военно-морское авиационное училище имени Сталина в Ейске. Как отличник-выпускник был оставлен в училище лётчиком-инструктором. Член ВКП(б) с 1940 года. После начала Великой Отечественной войны вместе с училищем был эвакуирован сначала в Моздок, а затем в Куйбышевскую область, где продолжал готовить лётные кадры для фронта. Только после многократных рапортов попал на фронт.
С октября 1942 года — на фронтах Великой Отечественной войны. Был зачислен в состав 22-го морского разведывательного авиационного полка, который в то время входил в состав Беломорской военной флотилии Северного флота. С октября 1942 года участвовал в Великой Отечественной войне, летал на морскую разведку на гидросамолёте «МБР-2». С января по июнь 1943 года в 3-м запасном авиационном полку ВВС ВМФ проходил переобучение на командира экипажа самолёта-торпедоносца. 
С июля 1943 года вновь воевал на Северном флоте, будучи командиром звена 9-го гвардейского минно-торпедного авиационного полка. В декабре 1943 года повышен в должности до заместителя командира эскадрильи. Летал на самолётах «Ил-4» и А-20 «Бостон».
К декабрю 1943 года заместитель командира эскадрильи 9-го гвардейского минно-торпедного авиаполка (5-я минно-торпедная авиационная дивизия ВВС ВМФ, ВВС Северного флота) гвардии старший лейтенант Владимир Пирогов совершил 20 боевых вылетов и выполнил 5 торпедных атак, в которых лично потопил 2 вражеских транспорта, танкер и мотобот, в паре с экипажем Н. Зайцева потопил ещё один транспорт.
Указом Президиума Верховного Совета СССР «О присвоении звания Героя Советского Союза офицерскому и сержантскому составу Военно-Морского флота» от 22 февраля 1944 года за «образцовое выполнение боевых заданий командования на фронте борьбы с немецкими захватчиками и проявленные при этом отвагу и геройство» старшему лейтенанту Владимиру Васильевичу Пирогову присвоено звание Героя Советского Союза с вручением ордена Ленина и медали «Золотая Звезда» за номером 3209.
С июля 1944 года — инспектор по технике пилотирования 5-й минно-торпедной авиационной дивизии ВВС Северного флота. Активно участвовал в дальнейших боевых действиях в Заполярье, в том числе и в Петсамо-Киркенесской наступательной операции. Известно, что к апрелю 1944 года он совершил уже 43 боевых вылета (из них 14 ночью), в ходе которых произвёл 12 морских минных постановок. Выполнил 10 торпедных атак, в которых лично потопил 4 вражеских транспорта, мотобот, танкер, а также в составе группы — 4 транспорта и сторожевой корабль.
После окончания войны продолжил службу в Военно-Морском Флоте СССР в прежней должности до марта 1946 года, когда его направили на учёбу в академию. В 1950 году окончил Военно-воздушную академию. С мая 1950 года командовал 51-м минно-торпедным авиаполком ВВС 4-го ВМФ (Балтийское море), а с декабря 1951 по март 1956 года — 3-й минно-торпедной авиационной дивизией 5-го ВМФ (Тихий океан). С мая 1956 по декабрь 1957 года — начальник отдела кадров Управления авиации и ПВО ВМФ СССР. По некоторым данным, некоторое время находился в зарубежной командировке в качестве советника в КНДР. В 1959 году окончил Военную академию Генерального штаба Вооружённых сил СССР. С сентября 1959 года служил заместителем начальника кафедры оперативного использования ВВС авиационного факультета Военно-морской академии. С декабря 1960 года — начальник 4-го отдела Организационно-мобилизационного управления Главного штаба ВМФ СССР. С мая 1969 года — старший преподаватель кафедры оперативного искусства ВМФ Военной академии Генерального штаба ВС СССР. В марте 1975 года полковник В. В. Пирогов был уволен в запас.
Проживал в Москве. Много лет работал консультантом в 27-и ЦНИИ МО СССР, выполняя научные разработки в области военной авиации. 
Умер 2 марта 2001 года, похоронен на Преображенском кладбище Москвы.

## Награды
- Герой Советского Союза (22.02.1944)
- орден Ленина (22.02.1944)
- два ордена Красного Знамени (2.10.1943, 30.11.1943)
- орден Ушакова 2-й степени (10.04.1944)
- два ордена Отечественной войны 1-й степени (3.02.1944, 11.03.1985)
- орден Красной Звезды (3.11.1953)
- медаль «За боевые заслуги» (5.11.1946)
- медаль «За оборону Советского Заполярья» (1945)
- ряд других медалей СССР и РФ
- Военный летчик 1-го класса (1954)[2]

## Память
- Мемориальная доска установлена в Москве на доме, в котором жил Герой (2007)[6].
- Бюст Героя установлен на аллее Героев на территории Музея ВВС Северного флота (пос. Сафоново, Мурманская область)[7].